# Kiss With a Fist
"Kiss With a Fist" é a estréia da banda de indie rock, Florence and the Machine, uma canção do álbum de estúdio Lungs (2009). O single foi lançado pela Moshi Moshi Records em 9 de junho de 2008 no Reino Unido e foi lançado quatro meses depois, em 6 de outubro de 2008, através da IAMSOUND Records, nos EUA. O lado B para "Kiss with a Fist" é uma versão cover da música Cold Kids War "Hospital Bed".
Foi apresentado na trilha sonora de filme original para o filme de Comédia Negra de 2009 Jennifer's Body , também o filme Wild Child, Community comédia da NBC (Temporada 1, Episódio 12 - "Comparative Religion"), Cougar Town (Temporada 1, Episódio 3 - "Não me faça assim"), Saving Grace e Estados Unidos de Tara . A canção também foi usada para anunciar o canal de música Channel 4.

## Contexto
"Kiss with a Fist" apareceu pela primeira vez com as mesmas letras sob o nome de "Happy Slap" na primeira banda de Ashok (banda anterior de Florence Welch), primeiro (e único) álbum do Plans.  ''Kiss with a Fist" foi originalmente lançado como um single sem álbum e mais tarde foi finalizado como faixa número cinco de Lungs. É significativamente a faixa mais curta do álbum e foi co-escrita por Florence Welch, juntamente com Isabella Summers (que co-escreveu a maioria das músicas do álbum com Florence) e Matt Allchin. A canção está em um estilo indie da Garage Rock e caracteriza Christopher Lloyd Haiden na bateria, Robert Ackroyd no baixo e Tim McCall na guitarra. A faixa foi gravada e misturada por Richard Flack como o produtor, O ex-baixista do Pulp Steve Mackey (renomado por seu trabalho com MIA) creditado como um co-mixer também. 
Originalmente, uma grande confusão envolvia o significado da música. Com letras como "quebrou a mandíbula uma vez antes", "dividir seu sangue no chão", "você jogou um prato sobre minha cabeça", "você deu um chute" e "eu dei uma bofetada" - a canção foi pensada por muitos que se baseia na violência doméstica, o que Florence nega.[carece de fontes?]
Florence explicou o significado da música no MySpace:
"Kiss with a Fist" não é uma canção sobre a violência doméstica.  É sobre duas pessoas se empurrando para extremos psicológicos porque estão lutando, mas ainda se amam. A música não é sobre uma pessoa atacada, ou qualquer violência física real, não há vítimas nesta música. Às vezes, o amor que duas pessoas têm um pelo outro é uma força destrutiva. Mas eles não podem ter de outra maneira, porque é o que os mantém juntos, eles gostam do drama e pressionam os botões uns dos outros. A única maneira de expressar essas emoções extremas é com imagens extremas, tudo isso é fantasia e nada na música é baseado na realidade. O "Bleeding Love" de Leona Lewis não é realmente sobre o seu sangramento e essa música não é realmente sobre puncionar alguém na boca". <https://myspace.com/florenceandthemachine/blog/403502745>
O single foi apresentado na BBC Introducing e na Academia 1 como parte da promoção do lançamento. A música também é uma característica regular da lista de desempenho da banda, sendo realizada em vários festivais em todo o Reino Unido, incluindo Glastonbury, Brighton, a turnê NME Awards, o festival Ben & Jerry e o Electric Picnic entre outros.
Florence elaborou ainda mais sua inspiração por trás da música:

Eu tinha 16 ou 17 anos quando escrevi isso. Acabei de me apaixonar pela primeira vez, e também comecei a sair com um grupo mais antigo, observando como seus relacionamentos funcionavam. Havia um casal que era tão legal, mas tão visceral e tão intenso. O cara nunca atingiu a garota, mas eu vi sua lâmpada algumas vezes, e ela sempre daria o melhor que conseguiu. Mas não era realmente violência física, era mais sobre o fato de que sua paixão animal pelo outro era o que era atraente para eles. Foi assim que a destruição alegre pode ser, e como é sedutor ser um relacionamento tão ardente. Nunca houve um momento aborrecido quando estavam por perto. Eu não sei como eles fazem isso! Eu sou um conflito. Eu acho que escrevo sobre coisas tão intensas porque realmente estou realmente mal por expressar raiva.

## Recepção
MusicOMH questionou a música dizendo: "Essas letras são susceptíveis de se tornar bastante controversas - Welch está tolerando a violência doméstica com linhas como" um beijo com o punho é melhor que nenhum "? Ou é um desenho de personagem de uma mulher intimidada pela submissão por ela? amante violenta? " mas terminou esse parágrafo dizendo: "Qualquer que seja o significado, essa é uma estreia emocionante". Leedsmusicscene.net deu a canção três estrelas de cinco, dizendo que "O único vê um acompanhante punchy garage-blues (embora acústico conduzido) para Florence, que adere a todos os lados, criando um rosnado de Joplin-esque com alma e feição ". Eles continuaram a dizer sobre o lado B: "Florence cai em outro poderoso vocal no cover de Cold War Kids 'Hospital Beds', desta vez no topo de uma linha de guitarra acústica mais subjugada, mas não menos adequada." Boomkat.com analisou a música: "Você não pode deixar de fazer comparações entre isso e The Crystals". Ele disse que a música em si parece um pouco com  "We're Going to Be Friends" de The White Stripes, que é tudo bom e dândi. Florence soa razoavelmente enraizada na rugosidade de DIY e ela coloca muito caráter em tudo o que ela faz. O lado B é um cover de "Hospital Beds" de Cold War Kids, o que realmente mostra a voz de Florence".
411mania.com descreveu "Kiss with a Fist" como uma faixa com vocais femininos punky, distorcido e assertivo construído em torno da noção polêmica de que "Um beijo com o punho é melhor que nenhum".
O lado B e um cover da banda Cold War Kids, "Hospital Beds", foram descritos como "exemplificando seu bar acústico".

## Desempenho do gráfico
"Kiss with a Fist" estreou em #58 no UK Singles Chart em 16 de agosto de 2008. Na semana seguinte, subiu sete lugares para o número 51 e no total gastando duas semanas dentro dos 100 melhores. O single é  quinto de mais sucesso de Florence + The Machine.

## Vídeo da música
Em 4 de junho de 2008, o video musical "Kiss with a Fist" foi lançado no YouTube cinco dias antes do lançamento oficial do single. Foi dirigido por Price James e produzido por Julia Frost de Black Dog Films. Recebeu mais de 6.000.000 de visualizações em Florence + The Machine VEVO sozinho.
O vídeo leva um tema de estilo dos anos oitenta e ocorre principalmente em uma sala de fundo de cor branca. Possui Florence vestida com um traje temático punk, correndo por aí - chutando, gritando, por sua vez, exclamando o poderoso amor que pode ser para contrastar com a intenção lírica da música.

## Uso na mídia
A música foi destaque na trilha sonora dos filmes Wild Child, Jennifer's Body, e  St. Trinian's 2: The Legend of Fritton's Gold, bem como nas séries de televisão 90210, Saving Grace, Community e Chuck.
A canção foi usada pela Sky Sports para promover a série de 2013 Ashes apresentada entre a Inglaterra e a Austrália.

## Lista de músicas e formatos

#### UK CD Promo
1. "Kiss with a Fist" - 2:04

#### UK 7" Vinyl/UK CD Promo
1. "Kiss with a Fist" — 2:04
2. "Hospital Beds" — 2:14

## Gráficos

### Gráficos semanais
| Gráficos (2008)                                 | Posição |
| ----------------------------------------------- | ------- |
| Austrália - (Australian ARIA Hitseeker Singles) | 10      |
| Reino Unido - (UK Singles Chart)                | 51      |